# ميخائيل تومي (متزحلق جبال الألب)
ميخائيل تومي هو متزحلق جبال الألب كندي، ولد في 4 أكتوبر 1963.

## وصلات خارجية
- ميخائيل تومي على موقع الاتحاد الدولي للتزلج (التزلج على المنحدرات الثلجية) (الإنجليزية)
- ميخائيل تومي على موقع اللجنة الأولمبية الدولية (الإنجليزية)
- ميخائيل تومي على موقع أوليمبيديا (الإنجليزية)
- ميخائيل تومي على موقع اللجنة الأولمبية الكندية (الإنجليزية)